# Spring Uje spring
Spring Uje spring är en svensk självbiografisk långfilm från 2020. Filmen är producerad av Anna-Klara Carlsten och Tomas Michaelsson och regisserad av Henrik Schyffert. Uje Brandelius har skrivit manuset som bygger på scenföreställningen med samma namn. Filmen premiärvisades på Göteborgs filmfestival i januari 2020 där den vann två priser: dels årets kritikerpris, FIPRESCI-priset, från det internationella filmkritikerförbundet, dels publikpriset Audience Dragon Award Best Nordic Film.
Filmen är utgiven av TriArt Film och hade premiär den 18 december 2020, efter att ha skjutits fram från mars 2020 på grund av coronapandemin.
Vid Guldbaggegalan 2021 nominerades filmen till sex priser, varav den vann tre – Bästa film och Bästa manus och Bästa manliga huvudroll till Uje Brandelius.

## Handling
Filmen handlar om Uje Brandelius, frontman i gruppen Doktor Kosmos, och hans liv som parkinsonsjuk. I filmen spelar Brandelius sig själv. Även hans familjemedlemmar spelar sig själva i filmen.

## Medverkande
- Uje Brandelius – Sig själv
- Bixi Brandelius – Sig själv
- Vega Brandelius – Sig själv
- Therese Hörnqvist – Sig själv
- Irma Schultz – Radioproducenten Cilla

## Mottagande
Spring Uje spring sågs av 13 870 biobesökare i Sverige 2021 vilket gjorde det till den nionde mest sedda svenska filmen på bio det året.